# Народно читалище „Отец Паисий – 1930“
Народно читалище „Отец Паисий-1930“ е читалище в село Неделево, община Съединение, област Пловдив.

## История
Читалището е основано през 1930 г. по инициатива на учителя Стефан Бозуков, участъковия фелдшер Лука Декузанов и земеделски стопани. На 7 ноември 1963 г. е открита нова читалищна сграда. Самодейните колективи в миналото са театрален състав, певческа група за автентичен фолклор, група за художествено слово и индивидуални изпълнители – самодейци, участват в прегледи и фестивали на художествената самодейност, печелят грамоти и награди.
В читалищната библиотека има 4680 тома книги. Годишно се обслужват по около 100 редовни читатели.